# Estação Paraná
A Estação Paraná foi uma estação ferroviária localizada na município brasileiro de Ponta Grossa, no estado do Paraná. A antiga estrutura é parte do complexo ferroviário, construído no final do século XIX, na rua Benjamin Constant, na região central da cidade. A edificação foi tombada como patrimônio cultural do Paraná em 1990.

## História
Originalmente, o prédio foi construído como espaço dedicado à primeira estação ferroviária de passageiros da cidade de Ponta Grossa, a Estação Paraná. O edifício do século XIX atualmente pertence à Prefeitura Municipal de Ponta Grossa. A arquitetura em estilo eclética, empregou o uso de técnicas vernaculares, com o uso de matéria prima local como o arenito.
A Estação Paraná foi inaugurada em 2 de março de 1894, durante a gestão do prefeito Manoel Vicente Bittencourt. Ainda no final da década, a estação já não comportava mais atender a demanda de passageiros e cargas. Sendo assim, foi construída uma nova estação, a Estação Saudade. No ano de 1900 foi transferido para essa estação o embarque de passageiros.
Quando a prefeitura adquiriu a Estação Paraná em 1990, a edificação foi inteiramente restaurada. A prefeitura reinaugurou o espaço no dia 7 de setembro de 1995. As obras de restauração no local respeitaram as particularidades originais, assim, todo o caráter de 1894, ano em que o prédio foi construído pela primeira vez, continuou preservado.
No Parque Ambiental, em frente a Estação Paraná, está localizada a locomotiva Maria Fumaça 250. Tanto o monumento, como o prédio da antiga estação, foram tombados como patrimônio histórico pelo Conselho Municipal de Patrimônio Cultural (Compac). A edificação também foi tombada como patrimônio cultural do Paraná em 1990, juntamente com o complexo ferroviário local. O prédio é considerado um importante marco do transporte ferroviário na região dos Campos Gerais, bem como, possui uma rara beleza arquitetônica ainda preservada.
De 1995 até o ano de 2020, a Estação Paraná abrigou a Casa da Memória Paraná, quando o acervo foi transferido para um espaço ao lado da Mansão Villa Hilda.